# Gaoqiao (sockenhuvudort i Kina, Sichuan Sheng, lat 32,09, long 106,84)
Gaoqiao (kinesiska: 高桥) är en sockenhuvudort i Kina. Den ligger i provinsen Sichuan, i den sydvästra delen av landet, omkring 310 kilometer nordost om provinshuvudstaden Chengdu. Antalet invånare är 8 214. Befolkningen består av 4 048 kvinnor och 4 166 män. Barn under 15 år utgör 25,0 %, vuxna 15-64 år 63 %, och äldre över 65 år 10,0 %.
Runt Gaoqiao är det tätbefolkat, med 459 invånare per kvadratkilometer. Närmaste större samhälle är Shitan, 5,1 km norr om Gaoqiao. I omgivningarna runt Gaoqiao växer i huvudsak blandskog.
Genomsnittlig årsnederbörd är 1 375 millimeter. Den regnigaste månaden är juli, med i genomsnitt 309 mm nederbörd, och den torraste är december, med 3 mm nederbörd.